# العلاقات الزامبية اللبنانية
العلاقات الزامبية اللبنانية هي العلاقات الثنائية التي تجمع بين زامبيا ولبنان.

## مقارنة بين البلدين
هذه مقارنة عامة ومرجعية للدولتين:
| وجه المقارنة                                              | زامبيا                         | لبنان                                                                |
| --------------------------------------------------------- | ------------------------------ | -------------------------------------------------------------------- |
| المساحة (كم2)                                             | 752.62 ألف                     | 10.45 ألف                                                            |
| عدد السكان (نسمة)                                         | 17.09 مليون                    | 6.10 مليون                                                           |
| الكثافة السكانية (ن./كم²)                                 | 22.71                          | 583.73                                                               |
| العاصمة                                                   | لوساكا                         | بيروت                                                                |
| اللغة الرسمية                                             | لغة إنجليزية                   | اللغة العربية، لغة فرنسية                                            |
| العملة                                                    | كواشا زامبي، كواشا زامبي قديم ‏ | ليرة لبنانية                                                         |
| الناتج المحلي الإجمالي (بليون دولار)                      | 25.81 مليار                    | 51.84 مليار                                                          |
| الناتج المحلي الإجمالي (تعادل القوة الشرائية) بليون دولار | 62.18 مليار                    | 81.54 مليار                                                          |
| الناتج المحلي الإجمالي الاسمي للفرد دولار أمريكي          | 1.30 ألف                       | 8.05 ألف                                                             |
| الناتج المحلي الإجمالي للفرد دولار أمريكي                 | 3.90 ألف                       | 17.46 ألف                                                            |
| مؤشر التنمية البشرية                                      | 0.586                          | 0.769                                                                |
| رمز المكالمات الدولي                                      | +260                           | +961                                                                 |
| رمز الإنترنت                                              | .zm                            | .lb                                                                  |
| المنطقة الزمنية                                           | ت ع م+02:00                    | ت ع م+02:00، ت ع م+03:00، توقيت شرق أوروبا، توقيت شرق أوروبا الصيفي ‏ |

## منظمات دولية مشتركة
يشترك البلدان في عضوية مجموعة من المنظمات الدولية، منها:
| علم المنظمة | اسم المنظمة                               | تاريخ انضمام زامبيا | تاريخ انضمام لبنان |
| ----------- | ----------------------------------------- | ------------------- | ------------------ |
|             | الاتحاد البريدي العالمي                   | ?                   | ?                  |
|             | يونسكو                                    | 9 نوفمبر 1964       | 4 نوفمبر 1946      |
|             | البنك الدولي للإنشاء والتعمير             | 23 سبتمبر 1965      | 14 أبريل 1947      |
|             | وكالة ضمان الاستثمار متعدد الأطراف        | 6 يونيو 1988        | 19 أكتوبر 1994     |
|             | الاتحاد الدولي للاتصالات                  | 23 أغسطس 1965       | 12 يناير 1924      |
|             | منظمة الشرطة الجنائية الدولية             | ?                   | ?                  |
|             | مؤسسة التمويل الدولية                     | 23 سبتمبر 1965      | 28 ديسمبر 1956     |
|             | الأمم المتحدة                             | 1 ديسمبر 1964       | 24 أكتوبر 1945     |
|             | مؤسسة التنمية الدولية                     | 23 سبتمبر 1965      | 10 أبريل 1962      |
|             | منظمة حظر الأسلحة الكيميائية              | ?                   | ?                  |
|             | المركز الدولي لتسوية المنازعات الاستشارية | 17 يوليو 1970       | 25 أبريل 2003      |